# 25e bataillon médical
Le 25e bataillon médical est rattaché a la 9e division d’infanterie coloniale, appartenant à la 1re armée française.
Le bataillon médical dispose de 3 compagnies de ramassage de 30 véhicules sanitaires chacune et d’une compagnie de triage articulée en deux sections (avec 4 médecins dont un chirurgien). La mission de ces sections de triage est de catégoriser les blessés et d’assurer leur mise en condition avant évacuation vers une formation chirurgicale.
Suivant la 9e DIC depuis 1943, stationner avec la division en Corse à partir du 5 mai, le bataillon débarque sur l'île d'Elbe le 19 juin 1944, une ambulancière, Denise Ferrier, s’illustra lors des combats grâce à la réception et l’évacuation de 826 blessés en moins de 36h. La division arrive en Provence le 20 août 1944, depuis s'enchaîne de nombreux combats, la prise de Toulon (24-27 août). Ensuite le bataillon remonte vers les Alpes en passant par l’Isère, le Doubs où les combats continuent et le nombre de blessés reste élevé en partie à cause du froid. Durant l’hiver 1944-1945 c’est la bataille d'Alsace, le 20 janvier 1945, c’est le début de la libération de Mulhouse, où les combats sont rudes et la température très basse, -20° le 20 janvier. Le nombre de blessés est en moyenne de 1 300 par jour. La traversée du Rhin se fait le 2 avril 1945.